# Necydalis diversicollis
Necydalis diversicollis es una especie de escarabajo longicornio del género Necydalis, tribu Necydalini, subfamilia Necydalinae. Fue descrita científicamente por Schaeffer en 1932.

## Descripción
Mide 11-20 milímetros de longitud.

## Distribución
Se distribuye por Canadá y Estados Unidos.